# ハーヴィ・コックス
ハーヴィ・ガラガー・コックス・ジュニア（Harvey Gallagher Cox, Jr.、1929年5月19日 - ）は、アメリカ合衆国のプロテスタント神学者で、ハーバード大学神学部の教授。

## 経歴
ペンシルベニア州マルヴァーンに生まれる。1951年にペンシルベニア大学で歴史学の名誉学士号、1955年にイェール大学で神学修士号、1963年にハーバード大学で歴史学と神学の博士号を取得した。
1957年に米国バプテスト同盟の牧師となる。同時にマサチューセッツ州のニュートンのアンドヴァー・ニュートン神学校で教鞭を執り始めた。
宗教社会学者としても知られ、日本の新宗教立正佼成会や創価学会を研究、池田大作と対談した。

## 主な著書
- 世俗都市―神学的展望における世俗都市と都市化（塩月賢太郎訳 新教出版社 1967年）
- 世俗化時代の人間（船本弘毅訳 新教出版社 1969年）
- 神の革命と人間の責任（大隅啓三訳 新教出版社 1970年）
- 民衆宗教の時代―キリスト教神学の今日的展開（野村耕三、武邦保訳 新教出版社 1978年）
- 二十一世紀の平和と宗教を語る（潮書房 2008年）